# موژنووو (استان لوبوسکی)
موژنووو (به لاتین: Murzynowo) یک روستا در لهستان است که در گمینا سکویژنا واقع شده‌است. موژنووو ۱٬۰۰۰ نفر جمعیت دارد و ۲۶ متر بالاتر از سطح دریا واقع شده‌است.